# Ka-29直昇機
「Ka-29直昇機」是在冷戰的1970年代，蘇聯卡莫夫設計局為了蘇聯海軍陸戰隊而研發出來的艦載武裝兼運兵直昇機，等同是卡莫夫版的Mi-24雌鹿直升機，為何蘇聯海軍陸戰隊不直接採用Mi-24？因為Mi-24的長機尾令它放不入蘇聯登陸艦的飛機庫，但採用同軸反轉螺旋槳的卡莫夫直昇機可以，因為沒有了那太佔空間的長機尾。
Ka-29是由反潛用的Ka-27衍生發展而來，其北約代號是「蝸牛-B」(Helix-B)。

## 基本資料
- 機長：11.6米
- 機高：5.4米
- 空重：5560公斤
- 最大起飛重量：12600公斤
- 最快速度：250公里/小時
- 航程：800公里
- 乘員：正副駕駛員2人+16名士兵/10名傘兵
- 動力：2俱克里莫夫TW3-117W渦輪軸發動機(每俱馬力=2256匹)

## 型號
- Ka-29TB：主要型號
- Ka-29RLD：艦載預警機型，後來改稱卡-31直升機

## 設計簡介

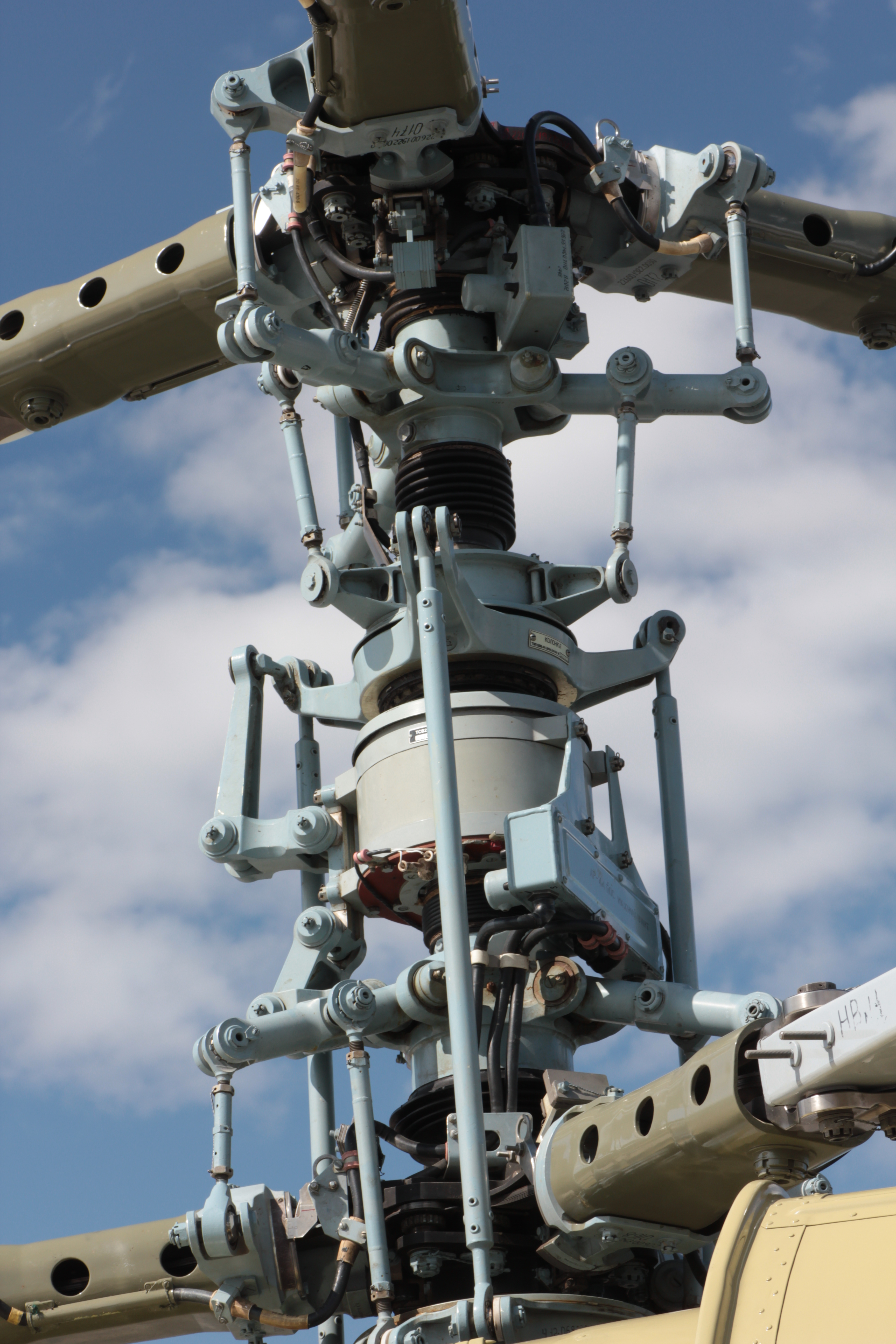
同軸反轉螺旋槳結構

作為卡莫夫版的Mi-24，Ka-29擁有和Mi-24相同的動力系統，其使用的武器也和Mi-24相同，包括8杖反坦克飛彈、4俱火箭彈發射器，Ka-29也和Mi-24一樣有運兵艙，可以運送16名海軍陸戰隊士兵或10名傘兵。
Ka-29的基本設計來自Ka-27，尤其是繼承其「同軸反轉螺旋槳」，上下兩個反轉螺旋槳不單互相抵消了扭力，兩個螺旋槳都用於推力，令Ka-29比Mi-24更動力十足，其載重能力和最高昇限等方面都比Mi-24優勝，飛行時產生的振動也較少，令Ka-29成為穩定的射擊平台，同時省略了那條太佔用空間的長機尾，以一個短身的常規機尾代替。
Ka-29的機身有裝甲保護，其駕駛艙的正副駕駛員座位並列，兩名駕駛員會因此有更好的協調。
Ka-29的機身重心低，加上有4條起落架，故在船艦甲板上也不易翻倒。

## 使用國家

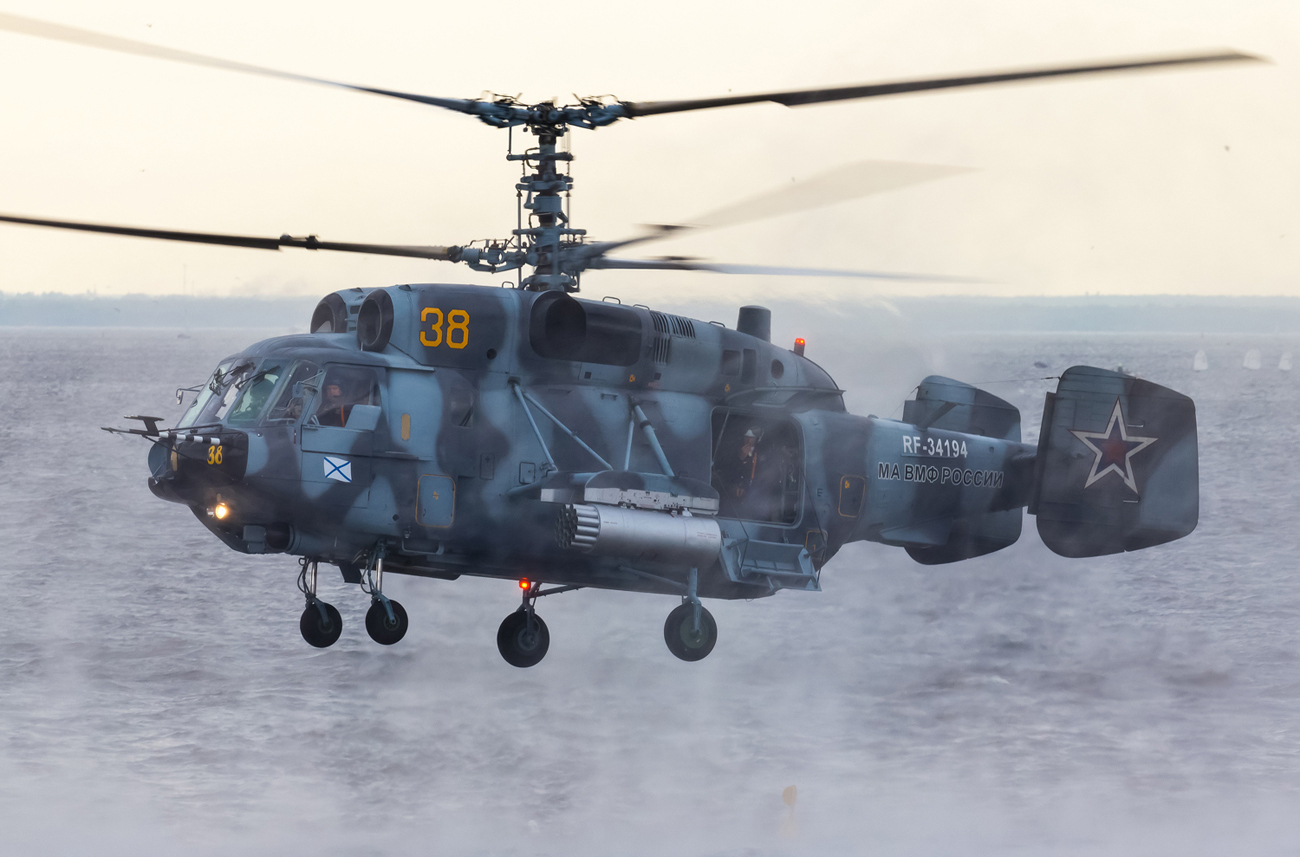
俄羅斯海軍的Ka-29直昇機

- 苏联
- 俄羅斯
- 乌克兰

## 外部連結
- 蘇聯Ka-29艦載直昇機 （页面存档备份，存于）